# Passiflora oblongata
Passiflora oblongata Sw. – gatunek rośliny z rodziny męczennicowatych (Passifloraceae Juss. ex Kunth in Humb.). Występuje endemicznie na Jamajce.

## Morfologia
PokrójZdrewniałe, trwałe, nagie liany.
LiściePodwójnie lub potrójnie klapowane, rozwarte u podstawy, prawie skórzaste. Całobrzegie, z tępym lub ostrym wierzchołkiem. Ogonek liściowy jest owłosiony i ma długość 15–40 mm. Przylistki są liniowe o długości 4–7 mm.
KwiatyPojedyncze lub zebrane w pary. Działki kielicha są liniowo podłużne, zielonkawo-czerwonopurpurowe, mają 1,5–3 cm długości. Płatki są liniowe, czerwonopurpurowe, mają 0,8–2 cm długości. Przykoronek ułożony jest w 1–2 rzędach, zielony, ma 2–4 mm długości.
OwoceSą jajowatego kształtu. Mają 1 cm średnicy.

## Biologia i ekologia
Występuje w lasach na wysokości do 900 m n.p.m.